# 居酒屋ゆうれい
『居酒屋ゆうれい』（いざかやゆうれい）は、山本昌代の小説。またそれを原作とした日本映画。

## 概要
1991年、河出書房新社から出版。1994年、文庫化（河出文庫）。

## 映画
『居酒屋ゆうれい』（いざかやゆうれい）は、1994年公開の日本映画。
萩原健一、山口智子、室井滋を迎え居酒屋を舞台に繰り広げられる幽霊（前妻）と飲み屋のご主人（主人公）と後妻の一風変わった三角関係を描いた喜劇映画。

### あらすじ
横浜、反町にある居酒屋「かずさ屋」を営む主人の荘太郎（萩原健一）は、女房のしず子（室井滋）を病院から自宅に連れて帰って来た。もはや、余命幾許もない事を知っていたからである。それは、しず子本人も気づいており、ある日、看病する壮太郎に、自分が死んだらひとりじゃ店を切り盛りするのは大変だろうから新しい女と一緒になるんだろうと尋ねると、壮太郎は、新しい女と一緒になる気はないと答えた。しず子は、もし嘘をついて他の女と結婚したら、十万億土から戻って来て化けて出てやると冗談とも本気ともとれるような言葉を残して、翌朝息絶えるのであった。
葬式が済み、独り身では忙しい毎日を過ごしていた壮太郎に、兄（尾藤イサオ）が見合いをしないかと女の写真を置いて行く。最初は興味のなかった壮太郎だが、その写真の女が、店の前をうろついたり、休日、浜に釣りに出かけた壮太郎の前にわざとらしく現れるのを観て、興味を覚え、一回会ってみる事にする。
その席で、彼の事を好きになってしまったと素直に告白する里子（山口智子）の気性に惚れた壮太郎は、あっさり、彼女との結婚を決意してしまう。
「かずさ屋」は、いつものように、魚屋「魚春」の主人（八名信夫）、昔は精米店をやっていたのだが、生来の博打好きが高じて今ではマンションの大家に成り下がった寺岡（三宅裕司）、酒屋の幸一（西島秀俊）など常連に加え、少し前に寺岡のマンションに引っ越して来たという学習塾の先生、佐久間（橋爪功）などが毎夜のように顔を見せていた。
そんな中、新妻となった里子が居酒屋を手伝うようになったある夜、二人が抱き合おうとしていると、いきなり二人の前に、死んだはずのしず子が現れる。そして、次の日も、また次の日も…。最初は恐怖で怯えていた二人も、だんだん幽霊のしず子に慣れて来て、里子などは、ちょっぴりしず子と仲良く酒を酌み交わしたりするような間柄にまでなる。しかし、いつまでも新婚生活を覗かれるのも困りものと、寺に相談に行くと、円山応挙の掛け軸を渡され、これにしず子の霊を封じ込めて急いで巻いて箱の中に入れて持って来いという。
いわれた通り、二人は、その夜、出て来たしず子に酒を飲ませ酔っぱらわせると、彼女が戻って行った掛け軸を巻いて箱に入れ、翌日、壮太郎が電車で寺へ帰しに行くのだが、ちょっと油断している隙に、その掛け軸が置き引きに盗まれてしまう。置き引き犯は、盗んだ掛け軸を関内にある古美術商浜木綿（大竹まこと）に持ち込むが、肝心の絵に幽霊の姿がない。さらに、女から店の主人に、その掛け軸を「かずさ屋」へ戻してくれ電話がかかってきたのを、たまたま店にいた佐久間が聞き、結局、掛け軸は彼の手で「かずさ屋」へ戻って来てしまう。
やがて、常連の寺岡が、自分の息子だという少年を連れて来て、さらに別の日、今度は、10年前に家を出たという元女房のカスミ（余貴美子）を伴って店にやってくる。聞けば、今は銀座でホステスをやっているカスミが、悪い男に引っ掛かって500万の借金に苦しんでいるので、助けを求められたという。彼女との生活を取り戻すため、寺岡は野球の巨人阪神戦に金を注ぎ込むのだが、寺岡の今後の人生のためにも、負けは許されないと思った壮太郎は、霊界にいるしず子に野球の結果を聞き出そうとする。しかし、しず子は「そんな事は知っていても教えられない。万一教えたら、この世にもう戻って来られなくなる」と断わるのだが、壮太郎は、「死んだ人間より、今生きている人間の方が大切だ」と頭を下げる。
「必ず戻る」と言い残した里子に対して、壮太郎は、しず子に併せて「待っている」とのこと付を託す。
その頃、里子は、殺人の罪でムショ暮しをしていた元夫の杉本延也（豊川悦司）の呼び出しを受けて会っていた。杉本は今後とも付きまとう様相をみせ、トイレで途方に暮れていた里子の前にしず子が現れ、里子に憑依した後、二人はホテルの部屋に入る。里子（中身はしず子）の体をほしいままに貪る杉本に対し、しず子は里子と壮太郎のこれからの人生のため、杉本の命を吸い取って情けを示す。しず子は、ホテルの部屋から壮太郎に電話し、今夜の阪神・巨人戦の結果を伝える。壮太郎は、賭け屋に電話を入れ、寺岡の賭け内容を変更してやる。
成仏したくないしず子の計らいにより、寺岡は新たな人生を歩むこととなる。また、佐久間も娘の理恵からの手紙を壮太郎から渡され、訳ありで蒸発した過去からの奮起を誓う。店からお客がいなくなったところで、店先に出た壮太郎の前に、里子（中身はしず子）が現れ、この世の最後に抱きしめてほしいとお願いし、壮太郎もこれに応じて最後の別れの抱擁を交わしたところで、しず子は成仏し、里子の体がぐったりとなる。
気を取り戻した里子は、店先に蛍が舞い踊っていることに気づき、飛び出したところで、「あんた、ただいま」と晴々しい表情で声をかける。そのセリフは、しず子が壮太郎のことを呼んでいた呼び方を真似たものだった。里子の心境の変化など、すべての事をくみ取った壮太郎は、「おかえり」とさわやかに答えたところでストーリーは終了する。

### スタッフ
- 監督：渡邊孝好
- 原作：山本昌代
- 脚本：田中陽造
- 音楽：梅林茂
- 主題歌：平松愛理「あなたのいない休日」
- 撮影：藤澤順一
- 録音：紅谷愃一
- プロデュース：椋樹弘尚
- 製作者：稲見宗孝、古川吉彦、伊地智啓、中川真次
- 製作：サントリー、テレビ朝日、キティ・フィルム、東北新社
- 提供：アルゴ・ピクチャーズ

### キャスト
- 壮太郎：萩原健一
- 里子：山口智子
- しず子：室井滋
- 辰夫：三宅裕司
- 幸一：西島秀俊
- 魚春：八名信夫
- 佐久間：橋爪功
- 理恵：渋谷琴乃
- 杉本延也：豊川悦司
- 豊造：尾藤イサオ
- ちづる：角替和枝
- カスミ：余貴美子
- 翼：比嘉武尊
- 里子の母：絵沢萌子
- 骨董屋：大竹まこと
- 掛け軸泥棒：深沢敦
- リーゼントの男：翁華栄

### 受賞
- 第18回日本アカデミー賞[1]
  - 最優秀助演女優賞（室井滋）
- 第19回報知映画賞
  - 主演男優賞（萩原健一）
  - 主演女優賞（室井滋）
  - 新人賞（山口智子）
- 第49回毎日映画コンクール
  - 日本映画優秀賞
  - 女優助演賞（室井滋）
  - 脚本賞（田中陽造）

## 新・居酒屋ゆうれい
『新・居酒屋ゆうれい』（しん・いざかやゆうれい）は、1996年公開の日本映画。
前作公開から2年後、前作と同じ監督の渡邊孝好と脚本家の田中陽造の元、ほぼ同じ設定でキャストと舞台を一新して映画化された。本作は、内容的には前作に比べ登場人物の名前や死んだ妻が化けて出る事など一部共通する部分もあるものの、全体的に前作とは全く異なる展開で描かれており、続編ではなくリメイクという位置づけである。

### あらすじ
幼なじみの賢三の葬儀に参列した壮太郎（舘ひろし）は、火葬場で、死別した前の妻・しず子（松坂慶子）にそっくりな女・ユキエ（松坂（二役））と出会う。壮太郎が北品川で営む居酒屋「上総屋」は、後妻の里子（鈴木京香）の愛想のよさもあって、魚春のオヤジ（名古屋章）に、酒屋の幸一（志萱一馬）、生活の辛さを愚痴りに来る辰夫（中村有志）、命の洗濯に遠く荻窪からやって来る佐久間（津川雅彦）など常連のお客でいつも一杯だった。
ある日、怪しげな風体の飛び込みの客が「上総屋」の暖簾をくぐって店に入ってきた。里子は、その男が里子の前夫でヤクザの幹部の杉町（生瀬勝久）であることに気づいて震え上がる。男は煮込みとビールを流し込むように胃に収めると、さっさと店を出て行ってしまった。杉町は以前に不慮の事故により記憶を失っていたが、死別したとばかり思っていた前夫の出現で動揺した里子は、壮太郎に安らぎを求めようとする。そんなふたりの前に、幽霊となったしず子が突然現れた。以来、「上総屋」では壮太郎を挟んで、あの世とこの世の女房の戦いが起き、騒動に疲れた壮太郎は、いつしかユキエと会うようになっていた。ユキエには不治の病で入院中の弟がいて、その入院費用のために彼女は「青柳」というフグ料理を出す店に勤めていた。「青柳」は死を予感した人たちをフグの毒で楽にしてやる危ない料亭で、癌に冒された佐久間も利用している。その噂が警察の耳に届いたため「青柳」は閉店に追い込まれ、職と同時に弟も失ったユキエは壮太郎の前から姿を消した。
その頃、里子はのちに記憶を取り戻した杉町から復縁を迫られていた。壮太郎を心底愛している自分に改めて気づいた里子は壮太郎の元に戻るが、しず子から杉町の存在と彼が刺客に狙われていることを知らされていた壮太郎は、杉町の身を案じて強引に里子を追い帰してしまう。壮太郎の男気に惚れなおしたしず子は里子の体に乗り移り、杉町の命を吸い取った。さらにしず子は佐久間の病気も吸い取ってやると、しず子の生前のヘソクリを辰夫夫婦にあげてしまった壮太郎を許し、命日の日の0時を過ぎたころ、あの世へ帰っていった。

### スタッフ
- 監督：渡邊孝好
- 原作：山本昌代
- 脚本：田中陽造
- 音楽：梅林茂
- 主題歌：マルシア「心の結婚」
- 撮影：藤澤順一
- 録音：野中英敏
- 整音：紅谷愃一
- プロデュース：椋樹弘尚
- 製作者：平沼久典、大沢清孝、植村徹、伊地智啓
- 製作：東宝、テレビ朝日、東北新社、ケイファクトリー
- 企画：アルゴ・ピクチャーズ

### キャスト
- 壮太郎：舘ひろし
- 里子：鈴木京香
- しず子・ユキエ（二役）：松坂慶子
- 杉町：生瀬勝久
- 辰夫：中村有志
- 幸一：志萱一馬
- 魚春：名古屋章
- 佐久間：津川雅彦
- 豊造：鈴木ヒロミツ
- ちづる：根岸季衣
- カスミ：速水典子
- 翼：清水京太郎
- 住職：すまけい
- 殺し屋：松重豊
- バーテン：奥村公延
- 賢三の妻：白井真木
- 戸塚刑事：梶原善
- 吉田刑事：阿南健治
- 大榎刑事：大杉漣
- 小唄の師匠：吉満涼太
- 整体師：朱源実
- 八百屋：岡山はじめ
- サラリーマン：こねり剛
- サラリーマン：鈴木耕司
- ガラス屋：俵木藤汰
- ボクサー：田中健司
- サーファー：堤一仁
- サーファー：高山輝之
- 小唄の弟子：片岡美月
- 釣り人：田中哲司
- 釣り人の彼女：小川真理子
- 白い手：百瀬里織